# Павони, Хосе Луис
Хосе Луис Павони (исп. José Luis Pavoni, род. 23 мая 1954, Росарио) — аргентинский футболист, играл на позиции защитника. По завершении игровой карьеры — тренер.
Выступал за ведущие аргентинские клубы «Ньюэллс Олд Бойз», «Ривер Плейт» и «Архентинос Хуниорс», а также национальную сборную Аргентины, в составе которой был участником розыгрыша Кубка Америки 1975 года.
Семикратный чемпион Аргентины.

## Клубная карьера
Во взрослом футболе дебютировал в 1973 году выступлениями за команду клуба «Ньюэллс Олд Бойз», в которой провел пять сезонов, приняв участие в 186 матчах чемпионата. Большинство времени, проведенного в составе «Ньюеллс Олд Бойз», был основным игроком защиты команды, 1974 года становился чемпионом страны.
Впоследствии с 1978 по 1981 год играл за «Ривер Плейт», в составе которого четыре раза становился чемпионом Аргентины, после чего на один год оставлял родину, играя 1982 года в Мексике за «УНАМ Пумас».
В 1983 году перешел в клуб «Архентинос Хуниорс», за который отыграл шесть сезонов. Играя в составе «Архентинос Хуниорс» также в основном выходил на поле в основном составе команды. За это время добавил к списку своих трофеев два титула чемпиона Аргентины. Завершил профессиональную карьеру футболиста выступлениями за команду «Архентинос Хуниорс» в 1988 году.

## Выступления за сборную
В 1975 году привлекался к составу национальной сборной Аргентины. В частности был в ее составе участником розыгрыша Кубка Америки.

## Карьера тренера
По завершении карьеры игрока работал футбольным тренером. В частности работал с молодежной сборной Перу, которая в 2007 году под его руководством принимала участие в молодежном чемпионате Южной Америки.

## Титулы и достижения
- Чемпион Аргентины (7):

«Ньюэллс Олд Бойз»: Метрополитано 1974
«Ривер Плейт»: Метрополитано 1979, Насьональ 1979, Метрополитано 1980, 1981 Насьональ
«Архентинос Хуниорс»: Метрополитано 1984, 1985 Насьональ